# Incastro (enigmistica)
In enigmistica l'incastro è uno schema che, partendo da due parole o frasi, ne ricava una nuova inserendo la seconda entro la prima. Può essere dunque sintetizzato nella formula XX / Y = XYX, laddove le due X stanno a indicare le parti da separare nella prima parola. Lo schema può prevedere anche l'incastro di due parole nella prima, nelle forma XX / Y / Z = XYZX, ed essere dunque doppio.
Le prime combinazioni di incastro (note come parole incastrate) si devono al Tarlo (1879). Prima della denominazione attuale il gioco ne ebbe molte altre: in particolare fu chiamato sciarada mista, innesto, parola avvinta. La variante dell'incastro doppio viene invece chiamata anche incastro con due cuori per distinguerla dallo schema di incastro doppio XX / YY / Z = XYZYX. Generalmente non si parla di incastro a frase, ma il nome esiste accanto a quello, diverso, di frase a incastro.

## Esempi
- Incastri: cane / micio = camicione, casco / adagio = casa da gioco
- Incastro doppio: cantica / risa / talleri = cristalleria antica
- Incastro doppio con due cuori: mosca / trafila / teli = mostra filatelica